# Symboles de Christoffel

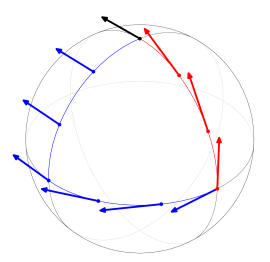
Transport parallèle utilisant la connexion de Levi-Civita selon les courbes bleue et rouge sur la sphère. Les calculs pratiques peuvent s'effectuer grâce aux symboles de Christoffel.

En mathématiques et en physique, les symboles de Christoffel (ou coefficients de Christoffel, ou coefficients de connexion) sont une expression de la connexion de Levi-Civita dérivée du tenseur métrique. Les symboles de Christoffel sont utilisés dans les calculs pratiques de la géométrie de l'espace : ce sont des outils de calculs concrets, par exemple pour déterminer les géodésiques des variétés riemanniennes, mais en contrepartie leur manipulation est relativement longue, notamment du fait du nombre de termes impliqués.
Ce sont des outils de base utilisés dans le cadre de la relativité générale pour décrire l'action de la masse et de l'énergie sur la courbure de l'espace-temps.
Au contraire, les notations formelles pour la connexion de Levi-Civita permettent l'expression de résultats théoriques de façon élégante, mais n'ont pas d'application directe pour les calculs pratiques.
Ces symboles ont pour éponyme,  le mathématicien allemand Elwin Bruno Christoffel (1829-1900) qui les a introduits en 1869 dans un article, daté du 3 janvier.

## Préliminaires
Les définitions données ci-dessous sont valides à la fois pour les variétés riemanniennes et les variétés pseudo-riemanniennes, telles que celles utilisées en relativité générale. On utilise de même la notation des indices supérieurs pour les coordonnées contravariantes, et inférieurs pour les coordonnées covariantes.

## Définition
Dans une variété riemanienne ou pseudo-riemanienne {\displaystyle M}, il n'existe pas de système de coordonnées qui s'applique à toute la variété. On peut néanmoins définir localement un repère de Lorentz (voir définition d'une variété topologique : on peut trouver en chaque point de {\displaystyle M} un voisinage ouvert homéomorphe à un ouvert de l'espace {\displaystyle \mathbb {R} ^{n}}).
La dérivée covariante permet d'évaluer l'évolution d'un champ de vecteurs {\displaystyle V} en prenant en compte non seulement ses modifications intrinsèques, mais aussi celle du système de coordonnées. Ainsi, si on prend un repère en coordonnées polaires, les deux vecteurs {\displaystyle e_{r}} et {\displaystyle e_{\theta }} ne sont pas constants et dépendent du point étudié. La dérivée covariante permet de prendre en compte ces deux facteurs d'évolution.
Les symboles de Christoffel {\displaystyle \Gamma ^{k}{}_{ji}} représentent alors l'évolution des vecteurs de base, à travers leur dérivée covariante :
{\displaystyle \nabla _{{\vec {e}}_{i}}{\vec {e}}_{j}={\Gamma ^{k}}_{ji}{\vec {e}}_{k}}
On obtient ainsi les coefficients de Christoffel à partir de la connexion {\displaystyle \nabla } si celle-ci est connue. Réciproquement, la connaissance des coefficients de Christoffel permet de reconstituer l'expression de la connexion en utilisant les propriétés de la dérivée covariante :
{\displaystyle \nabla _{\vec {u}}{\vec {v}}=u^{i}\partial _{i}v^{j}{\vec {e}}_{j}+u^{i}v^{j}{\Gamma ^{k}}_{ji}{\vec {e}}_{k}}
Les coordonnées du vecteur {\displaystyle \nabla _{{\vec {e}}_{\alpha }}{\vec {v}}} sont notées à l'aide d'un point-virgule, selon la définition :
{\displaystyle \nabla _{{\vec {e}}_{\alpha }}{\vec {v}}={v^{k}}_{;\alpha }{\vec {e}}_{k}}
En remplaçant {\displaystyle {\vec {u}}} par {\displaystyle {\vec {e}}_{\alpha }} dans la relation ci-dessus, on obtient :
{\displaystyle {v^{k}}_{;\alpha }=\partial _{\alpha }v^{k}+v^{j}{\Gamma ^{k}}_{j\alpha }}
On voit donc qu'effectivement l'évolution du vecteur {\displaystyle {\vec {v}}} dépend à la fois de son évolution intrinsèque (terme {\displaystyle \partial _{\alpha }v^{k}}) et de celle de la base, rattaché au deuxième terme et notamment à {\displaystyle \Gamma ^{k}{}_{j\alpha }}, symbole de Christoffel.
Ce résultat est valable pour un vecteur {\displaystyle {\vec {v}}} qui est un tenseur d'ordre 1. Pour un tenseur d'ordre {\displaystyle j+l} et de rang {\displaystyle (l,j)}, on pourrait obtenir la même chose :
{\displaystyle {T^{i\dots j}}_{k\dots l;m}={T^{i\dots j}}_{k\dots l,m}\ +\ {\Gamma ^{i}}_{\mathbf {n} m}{T^{\mathbf {n} \dots j}}_{k\dots l}\ +\ \dots \ +\ {\Gamma ^{j}}_{\mathbf {n} m}{T^{i\dots \mathbf {n} }}_{k\dots l}\ -\ {\Gamma ^{\mathbf {s} }}_{km}{T^{i\dots j}}_{\mathbf {s} \dots l}\ -\ {\Gamma ^{\mathbf {s} }}_{lm}{T^{i\dots j}}_{k\dots \mathbf {s} }}
Les indices en gras ci-dessus mettent en valeur les contributions des différents composantes de Christoffel. On observe que les indices contravariants donnent lieu à une contribution positive du coefficient de Christoffel, et les indices covariants à une contribution négative.

## Expression à partir du tenseur métrique
Le plus souvent, les coefficients de Christoffel sont calculés à partir du tenseur métrique {\displaystyle g_{ik}}, en prenant en compte le fait que 
{\displaystyle \nabla _{{\vec {e}}_{\alpha }}{\vec {g}}_{ik}=0}
car la métrique est conservée localement : on a localement un repère de Lorentz en chaque point de l'espace.
En appliquant à {\displaystyle g}, tenseur d'ordre 2 et de rang (0,2), l'équation des coefficients de Christoffel donnée ci-dessus (2 coordonnées covariantes donnent 2 contributions « négatives »), en notant {\displaystyle g_{ik,\ell }={\frac {\partial g_{ik}}{\partial x^{\ell }}}} :
{\displaystyle \,g_{ik;\ell }=g_{ik,\ell }-g_{mk}\Gamma ^{m}{}_{i\ell }-g_{im}\Gamma ^{m}{}_{k\ell }.\ }
On trouve alors, en permutant les indices et en exprimant plusieurs valeurs des coefficients :
{\displaystyle \Gamma ^{i}{}_{k\ell }={\frac {1}{2}}g^{im}\left({\frac {\partial g_{mk}}{\partial x^{\ell }}}+{\frac {\partial g_{m\ell }}{\partial x^{k}}}-{\frac {\partial g_{k\ell }}{\partial x^{m}}}\right)={1 \over 2}g^{im}(g_{mk,\ell }+g_{m\ell ,k}-g_{k\ell ,m}),\ }
où le tenseur {\displaystyle g^{ij}} est l'inverse du tenseur {\displaystyle g_{ij}}, défini en utilisant le symbole de Kronecker par {\displaystyle g^{ki}g_{il}=\delta ^{k}{}_{l}}.
Remarque : bien que les symboles de Christoffel soient écrits dans la même notation que les tenseurs, ce ne sont pas des tenseurs. En effet, ils ne se transforment pas comme les tenseurs lors d'un changement de coordonnées.
La plupart des auteurs choisissent de définir les symboles de Christoffel dans une base de coordonnées holonomiques, qui est la convention suivie ici. Dans des coordonnées non holonomiques, les symboles de Christoffel s'expriment dans une formulation plus complexe :
{\displaystyle \Gamma ^{i}{}_{k\ell }={\frac {1}{2}}g^{im}\left({\frac {\partial g_{mk}}{\partial x^{\ell }}}+{\frac {\partial g_{m\ell }}{\partial x^{k}}}-{\frac {\partial g_{k\ell }}{\partial x^{m}}}+c_{mk\ell }+c_{m\ell k}-c_{k\ell m}\right)\ }
où les {\displaystyle c_{k\ell m}=g_{mp}c_{k\ell }{}^{p}} sont les coefficients de commutation de la base, c'est-à-dire 
{\displaystyle [e_{k},e_{\ell }]=c_{k\ell }{}^{m}e_{m}\,\ }
où {\displaystyle e_{k}} sont les vecteurs de base et {\displaystyle [.,.]} correspond au crochet de Lie. Deux exemples de base non holonomiques sont par exemple celles associées aux coordonnées sphériques ou cylindriques.
Par exemple, les seuls termes non constants du tenseur métrique en coordonnées sphériques sont {\displaystyle g_{\theta \theta }=r^{2}}, {\displaystyle g_{\phi \phi }=r^{2}\sin ^{2}\theta }, 
et l'on a {\displaystyle g_{\theta \theta ,r}=2r}, {\displaystyle g_{\phi \phi ,r}=2r\sin ^{2}\theta }, {\displaystyle g_{\phi \phi ,\theta }=2r^{2}\cos \theta \sin \theta }.
Les éléments non nuls du symbole de Christoffel en fonction du tenseur métrique sont donc peu nombreux :
{\displaystyle {\begin{aligned}\Gamma _{\theta \theta }^{r}&=-r\\\Gamma _{\phi \phi }^{r}&=-r\sin ^{2}\theta \\\Gamma _{r\theta }^{\theta }=\Gamma _{\theta r}^{\theta }&=r^{-1}\\\Gamma _{\phi \phi }^{\theta }&=-\cos \theta \sin \theta \\\Gamma _{r\phi }^{\phi }=\Gamma _{\phi r}^{\phi }&=r^{-1}\\\Gamma _{\phi \theta }^{\phi }=\Gamma _{\theta \phi }^{\phi }&=\cot \theta \end{aligned}}}
De même, le seul terme non constant du tenseur métrique en coordonnées cylindriques est {\displaystyle g_{\phi \phi }=r^{2}}, et l'on a {\displaystyle g_{\phi \phi ,r}=2r}.
Les éléments non nuls du symbole de Christoffel en fonction du tenseur métrique sont donc peu nombreux :
{\displaystyle {\begin{aligned}\Gamma _{\phi \phi }^{r}&=-r\\\Gamma _{r\phi }^{\phi }=\Gamma _{\phi r}^{\phi }&={\frac {1}{r}}\end{aligned}}}

## Utilisation en robotique
Les symboles de Christoffel apparaissent 
 
dans la modélisation dynamique, selon la mécanique rationnelle, des systèmes mécaniques articulés.
Soit un tel système, dont les variables articulaires sont {\displaystyle [q^{1},q^{2},\cdots ,q^{N}]}. 
La matrice d'inertie, (symétrique, définie positive), du système étant notée {\displaystyle M_{ij}\,}, son énergie cinétique s'écrit:
{\displaystyle \mathrm {T} ={\frac {1}{2}}M_{ij}{\dot {q}}^{i}{\dot {q}}^{j}.\ }
On peut alors associer  au système un espace de configuration riemannien, de métrique :
{\displaystyle \mathrm {d} s^{2}=M_{ij}\mathrm {d} q^{i}\mathrm {d} q^{j}.\,}

Avec les notations suivantes :
- {\displaystyle {\mathfrak {V}}(q)}, l'énergie potentielle (qui est proportionnelle à l'intensité de la pesanteur).
- {\displaystyle V_{k}(q)={\frac {\partial {\mathfrak {V}}}{\partial q^{k}}}} .
- {\displaystyle {\boldsymbol {\tau }}_{k}\,\ }, les efforts des actionneurs, (auxquels on peut ajouter des frottements  non conservatifs).

Et en introduisant les symboles de Christoffel de première espèce  :
{\displaystyle \Gamma _{ijk}={\frac {1}{2}}\left({\frac {\partial M_{jk}}{\partial q^{i}}}+{\frac {\partial M_{ki}}{\partial q^{j}}}-{\frac {\partial M_{ij}}{\partial q^{k}}}\right).\ }
Les équations du mouvement sont des équations de Lagrange qui prennent  la forme :
{\displaystyle M_{jk}(q){\ddot {q}}{\,}^{j}\,+\,\Gamma _{ijk}(q){\dot {q}}{\,}^{i}\!{\dot {q}}{\,}^{j}+V_{k}(q)={\boldsymbol {\tau }}_{k}\,.\ }
En pratique, le calcul algébrique des coefficients de ces équations est envisageable
 avec un logiciel de calcul symbolique.

#### Publication originale
- [Christoffel 1869] (de) Elwin Bruno Christoffel, « Ueber die Transformation der homogenen Differentialausdrücke zweiten Grades » [« Sur la transformation des expressions différentielles homogènes du deuxième degré »], Journal für die reine und angewandte Mathematik, vol. 70,‎ 1869, p. 46-70 (OCLC 4632478754, DOI 10.1515/crll.1869.70.46, lire en ligne).

#### Dictionnaires et encyclopédies
- [Hazewinkel 1988] (en) Michiel Hazewinkel (éd.), Encyclopaedia of mathematics : an updated and annotated translation of the Soviet mathematical encyclopaedia [« Encyclopédie de mathématiques : une traduction, mise à jour et annotée, de l'encyclopédie soviétique de mathématiques »], t. II : C, Dordrecht, Reidel – Kluwer Academic, hors coll., juill. 1988, 1re éd., 1 vol., IX-508, ill. et fig., 30 cm (ISBN 978-1-55608-001-2 et 978-94-009-6002-2, EAN 9781556080012, OCLC 491733064, BNF 37357904, DOI 10.1007/978-94-009-6000-8, SUDOC 075475073, présentation en ligne, lire en ligne), s.v. Christoffel symbol [« symbole de Christoffel »], p. 140, col. 1-2.
- [Taillet, Villain et Febvre 2018] Richard Taillet, Loïc Villain et Pascal Febvre, Dictionnaire de physique, Louvain-la-Neuve, De Boeck Supérieur, hors coll. / physique, janv. 2018, 4e éd. (1re éd. mai 2008), 1 vol., X-956, ill. et fig., 17 × 24 cm (ISBN 978-2-8073-0744-5, EAN 9782807307445, OCLC 1022951339, BNF 45646901, SUDOC 224228161, présentation en ligne, lire en ligne), s.v. connexion affine, p. 149, col. 1. .